# Бокаюва
Бокаюва (порт. Bocaiúva) — муниципалитет в Бразилии, входит в штат Минас-Жерайс. Составная часть мезорегиона Север штата Минас-Жерайс. Входит в экономико-статистический микрорегион Бокаюва. Население составляет 45 349 человек на 2006 год. Занимает площадь 3232,66 км². Плотность населения — 14,0 чел./км².

## История
Город основан 4 июня 1890 года.

## Статистика
- Валовой внутренний продукт на 2003 год составляет 187 310 131 реалов (данные: Бразильский институт географии и статистики).
- Валовой внутренний продукт на душу населения на 2003 год составляет 4239,42 реалов (данные: Бразильский институт географии и статистики).
- Индекс развития человеческого потенциала на 2000 год составляет 0,736 (данные: Программа развития ООН).